# 103بي/هارتلي
المذنب هارتلي 2، والذي أطلق عليه مركز الكواكب الصغيرة اسم 103بي/هارتلي (بالإنجليزية: 103P/Hartley) هو مذنب دوري صغير يبلغ دوره المداري 6.46 سنة. اكتشفه مالكوم هارتلي في عام 1986 بواسطة وحدة تلسكوب شميدت في مرصد سايدينغ سبرينغ في أستراليا، يقدّر قطره بين 1.2 و 1.6 كيلومتر.
شكّل هارتلي 2 هدفًا لتحليق المركبة الفضائية ديب إمباكت، كجزء من مهمة «إبوكسي» في 4  نوفمبر عام 2010، والتي استطاعت الوصول لمسافة 700 كيلومتر من هارتلي 2 كجزء من مهمتها الموسعة. وفي نوفمبر 2010 كان هارتلي 2 أصغر مذنب قد جَرَت زيارته. وهو المذنب الخامس الذي زارته مركبة فضائية، والمذنب الثاني الذي زارته المركبة الفضائية ديب إمباكت، وحل المذنب تيمبل1 كأول مذنب زارته مركبة فضائية في 4 يوليو عام 2005. 

## اكتشافه ومداره
هارتلي 2 هو مذنب صغير من مذنبات عائلة المشتري ذي دور مداري يبلغ 6.46 سنة. اكتشفه مالكوم هارتلي عام 1986 بواسطة وحدة تلسكوب شميدت في مرصد سايدينغ سبرينغ في أستراليا. يمر حضيضه الشمسي بالقرب من مدار الأرض وعلى بعد 1.05 وحدة فلكية من الشمس.

### اقترابه من الأرض عام 2010

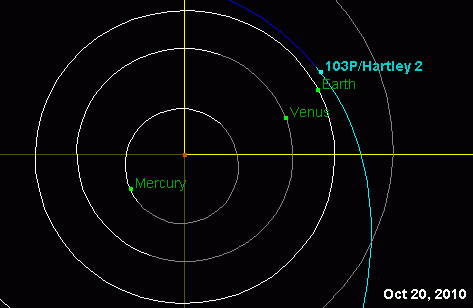
اجتياز المذنب 103بي للأرض ضمن 0.12 وحدة فلكية يوم 20 أكتوبر عام 2010.

مرّ المذنب هارتلي 2 بالقرب من الأرض بمسافة 0.12 وحدة فلكية (18,000,000كيلومتر) في 20 أكتوبر عام 2010، قبل ثمانية أيام من وصوله للحضيض (أقرب نقطة له من الشمس) في 28 أكتوبر 2010. كانت هناك إمكانية لرؤية المذنب من خطوط العرض الشمالية خلال أوائل نوفمبر عام 2010 في وقت منتصف الليل ولكن في حالة عدم وجود القمر.
على الرغم من مروره بالقرب من مدار الأرض، حتى الآن، لا يشكل هذا المذنب مصدرًا معروفًا لزخات الشهب. ولكن من الممكن لهذا أن يتغير. تتحرك قطع الغبار بسبب مروره الأخير داخل وخارج مدار الأرض، ومن المتوقع أن تتصادم قطع الغبار الناتجة من عام 1979 في 2062 و 2068.
بعد وصوله إلى نقطة الحضيض في 2010، قُدرت عودة هارتلي 2 إلى نقطة الحضيض وبصرف النظر عن احتساب القوى غير الثقالية في 20 أبريل عام 2017.

## الخصائص

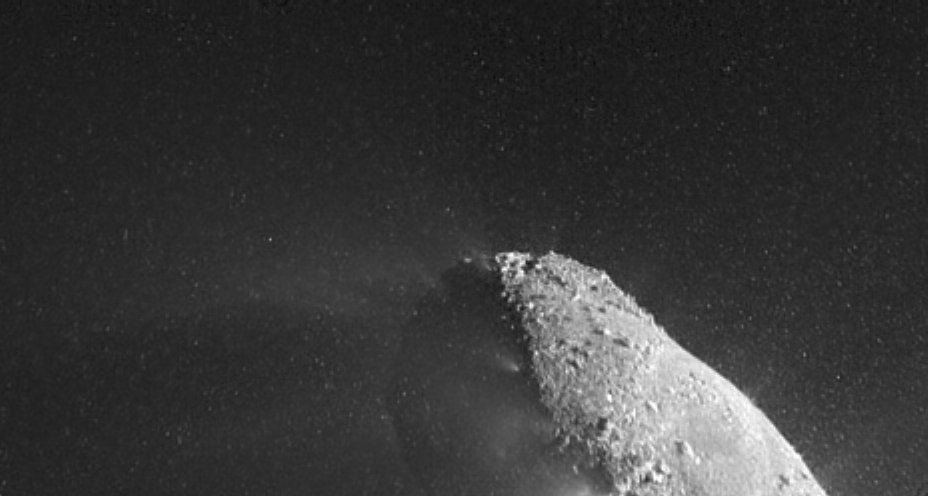
المذنب 103بي/هارتلي عن قرب من مهمة إبوكسي.

أظهرت أرصاد تلسكوب سبيتزر الفضائي في أغسطس 2008 أنّ نصف قطر نواة المذنب يبلغ 0.57±0.08 كيلومتر (0.354±0.050 ميل) مع بياض منخفض يبلغ 0.028. قُدرت كتلة هذا المذنب بحوالي 300 ميغاطن (3x1011 كيلوغرام). سيستمر هذا المذنب بالظهور حتى  100 ظهور آخر (700 سنة)  في معدله الحالي لفقدان الكتلة، ما لم يحدث تحطم كارثي أو انقسام كبير.
أظهرت أرصاد الرادار من مرصد أرسيبو خلال ظهور المذنب في 2010 أنّ نواته ممتدة طوليًا بشكل كبير وتكمل دورة واحدة خلال 18 ساعة، وصف مدير مشروع مهمة إبوكسي شكلها كما يلي: «إنها تقاطع بين دبوس البولينغ والخيار المخلل».
اكتشف مرصد هيرشل الفضائي في 2011 إشارة للماء المتبخر في ذؤابة المذنب. يحتوي هارتلي 2 على نصف كمية الماء الثقيل الموجود في المذنبات المحللة سابقًا. وهي نفس النسبة بين الماء العادي والماء الثقيل الموجودة في محيطات الأرض.
لعدة سنوات، كان من المعروف أنّ القليل من المذنبات تنتج بخار ماء أكثر مما يجب أن تنتجه من إعادة توجيه نواة الجليد المائي. أظهر التحليق بالقرب من هارتلي 2 العديد من الحبيبات الجليدية في الذؤابة المنطلقة خارجًا بسبب تخلية غاز ثنائي أوكسيد الكربون. ويعتقد أن هذا هو مصدر الكثير من المياه القادمة من المذنب.
أظهرت أرصاد هارتلي 2 أهمية وجود جليد أول أوكسيد الكربون بالنسبة لجليد ثاني أوكسيد الكربون في المذنبات. وُجد بعد إعادة الفحص أنّ وفرة جليد أول أوكسيد الكربون وجليد ثاني أوكسيد الكربون أظهرت أنّ المذنبات ذات الدور المداري القصير تتشكل في ظروف أكثر دفئًا من المذنبات ذات الدور المداري الأطول. وهذا يدل أنّ المذنبات ذات الدور المداري القصير تتشكل أقرب إلى الشمس من المذنبات ذات الدور المداري الطويل. يتماشى هذا الاكتشاف مع قياسات الماء الثقيل في هارتلي 2.

## تحليق ديب إمباكت (مهمة إبوكسي)

صورةمتحركة لمسار ديب إمباكت من 12 يناير 2005 حتى 8 أغسطس 2013
ديب إمباكت 1
تيمبيل 1
الأرض
103بي/هارتلي

أظهر تحليق مهمة إبوكسي أنّ المادة التي يقذفها المذنب تتشكل بشكل أساسي من غاز ثنائي أوكسيد الكربون. أعلن مايكل أهرن قائد فريق العلوم في مهمة إبوكسي التالي: «تظهر الأرصاد الأولى للمذنب أننا قد نتمكن للمرة الأولى من ربط نشاط المذنب بالملامح الفردية على نواته».
وصفت دراسة لجامعة ميريلاند نُشرت في عدد 17 يونيو لمجلة ساينس تحليل المهمة. تتضمن النتائج الأساسية للمهمة ما يلي: أولًا، من المحتمل أنّ وسط المذنب الخامل المصقول الذي يأخذ شكل حبة فول سوداني قد أُعيد ترسبيه، ثانيًا، يدور هارتلي 2 حول محور واحد، لكنه يتأرجح حول محاور مختلفة، ثالثًا، يحتوي سطح المذنب في نهايته الأكبر والأكثر خشونة على أجسام متلألئة متكتلة ارتفاعها 165 قدم (50متر) وعرضها 260 قدم (80متر) أي عرضها بحجم مبنى مكون من 16 طابق. بالإضافة إلى ذلك، تظهر هذه الأجسام انعكاسية أكثر بمرتين إلى ثلاثة مرات من متوسط انعكاسية جسم المذنب.
صرّح عالم الفلك مايكل أهرن من جامعة ماريلاند، وهو المؤلف الرئيسي للورقة العلمية والباحث الرئيسي لمهمتي إبوكسي وديب إمباكت ما يلي: « هارتلي 2 مذنب صغير شديد النشاط، ينفث الماء بشكل أكبر من المذنبات الأخرى بالنسبة لحجمه، عندما تسخنه الشمس، يتحول الجليد الجاف (ثاني أوكسيد الكربون المجمد) في أعماقه إلى مقذوفات غازية تنطلق من المذنب ساحبةً الجليد المائي معها.
يُعتقد حاليًا أنّ بعض من قطع الجليد والغاز وغيرها من المواد القادمة من نهايات المذنب تتحرك ببطء بما يكفي لتُلتقط حتى من قبل الجاذبية الضعيفة للمذنب. وتعود هذه المواد مرى أخرى إلى أدنى نقطة وهي وسطه.

## تحليق ديب إمباكت
تقوم ناسا بإعادة استخدام المركبة الفضائية ديب إمباكت التي صوّرت سابقًا المذنب تيمبل 1 لدراسة هارتلي 2. كانت الخطة الأولية هي التحليق بالقرب من المذنب «بوثن»، لأنه لم يُرصد منذ العام 1986 ولكن لم يكن من الممكن حساب مداره بدقة تكفي للسماح بالتحليق قربه، لذلك أعادت ناسا توجيهها إلى المذنب هارتلي 2. وصلت المركبة الفضائية التي تتحرك بسرعة 44300 كيلومتر في الساعة إلى مسافة 700 كيلومتر من المذنب في 4 نوفمبر عام 2010. نُقلت بيانات هذا التحليق إلى الأرض عن طريق شبكة الفضاء السحيق التابعة لناسا.
تمكن هذا التحليق من إظهار طول هذا المذنب الذي يشبه حبة الفول السوداني والذي يبلغ 2.25 كيلومتر (1.40ميل). اندفعت بعض المقذوفات من المواد من الجهة المظلمة من المذنب بدلًا من الجانب الذي تضيئه الشمس. يصف العلماء المشاركون في مهمة إبوكسي هذا المذنب بأنه نشط بشكل غير عادي، وقال العالم دون يومان المشارك في المهمة أنه صغير مشاكس وشديد النشاط.
أعلن علماء ناسا أنّ الأشعة القادمة من طرفه الخشن تتكون من مئات الأطنان من الجليد الرقيق والقطع الغبارية -تتراوح أكبر الجزيئات بين حجم كرة الغولف وكرة السلة- وهي تندفع بواسطة مقذوفات ثنائي أوكسيد الكربون. وأفاد العلماء أنّ هذه هي المرة الأولى التي يُرصد فيها نشاط مذنب يعمل بواسطة تصعيد ثاني أوكسيد الكربون المجمد عند اقترابه من الشمس. يجب أن يكون جليد ثاني أوكسيد الكربون داخل المذنب بدائيًا، ويعود تاريخه إلى بدايات النظام الشمسي.